# Lawrence Eagleburger
Lawrence Eagleburger (n. 1 august 1930 - d. 4 iunie 2011) a fost un politician american, Secretar de Stat al Statelor Unite între 1992 și 1993.